# Vävstickning

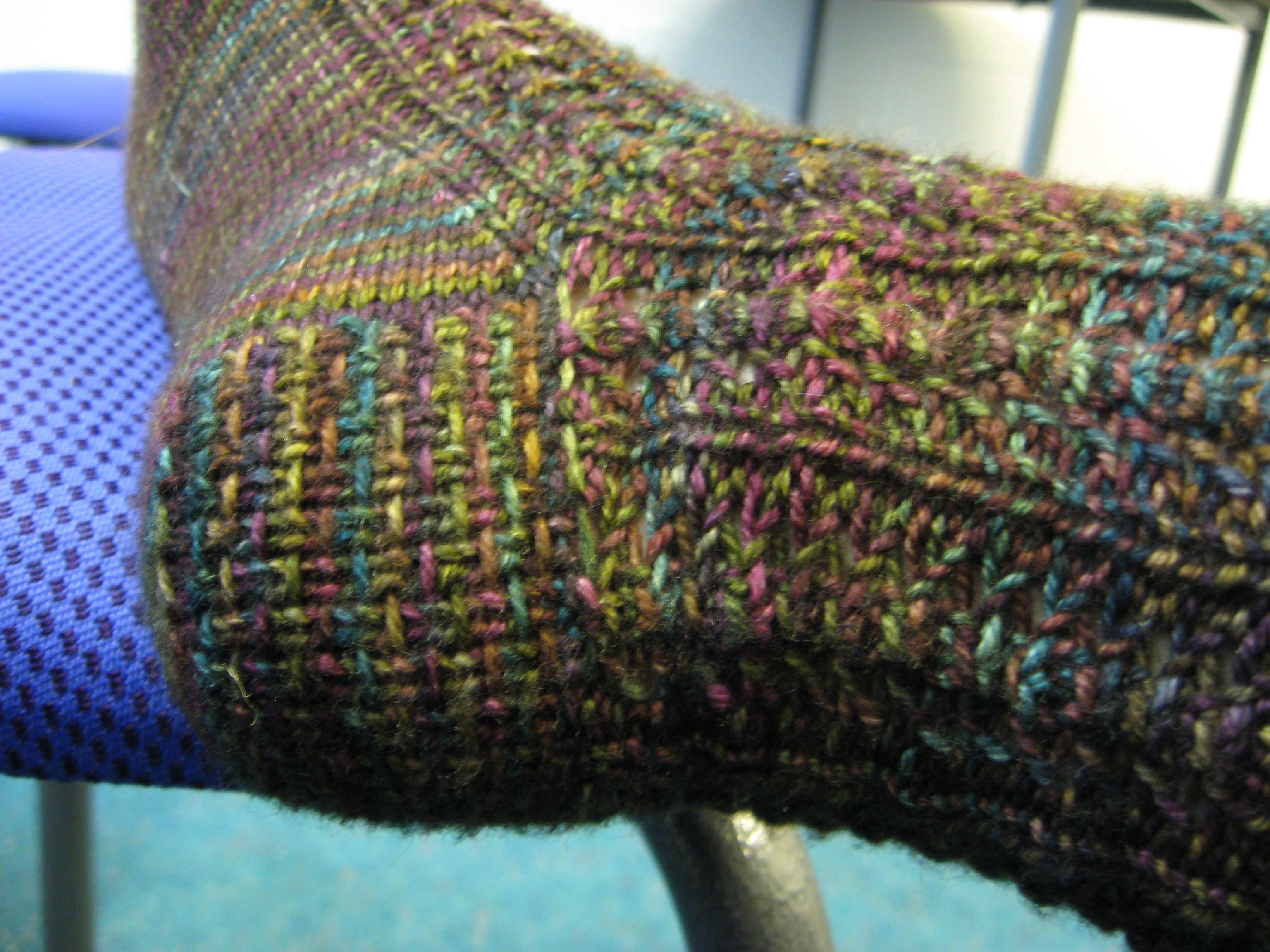
Vävstickning som förstärker hälen på en handstickad socka.

Vävstickning är en stickteknik som blandar räta maskor, aviga maskor och lyfta maskor med garnet framför eller bakom arbetet. Det skapar en slät sida som liknar vävt material och en sida som liknar mosstickning.